# День принятия Конституции (Иран)
День принятия Конституции (Иран) (перс. روز صدور فرمان مشروطیت‎) — национальный праздник, отмечаемый в Иране 6 августа (14 мордада по иранскому календарю).
Конституция была принята в Иране 6 августа 1906 года Мозафереддин-шахом Каджаром. В её основе лежит создание Меджлиса (парламента), через который народ Ирана впервые за всю историю государства смог участвовать в политической жизни страны. Приказ о создании конституции был написан советником шаха. В нём говорилось, что для процветания страны и безопасности большинства народа Ирана было решено создать Меджлис, который будет состоять из избранных шахов династии Каджаров, учёных, дворян, землевладельцев и купцов. Из-за того, что в соответствии с указом о создании парламента в нём не было представителей рабочего класса и класса земледельцев, Мозафереддин-шаху пришлось издавать второй указ, в котором были учтены новые требования народа.

## История создания
Причиной Конституционной революции в Иране послужило повышение цен на сахар, а также на другие продукты из-за того, что правительство Тегерана закупало товары за границей. Некоторые торговцы начали незаконно сбывать сахар, что привело к тому, что купечество обратилось к духовенству, начались протесты, забастовки. В это же время в знак протеста духовенство с разрешения шейха Фазлолла Нури продало российскому банку земельный участок, прилегающий к имамзаде Саида Вали. Народ начал разрушать здания, масштабы протестов и забастовок росли. 6 августа 1906 года Мозафереддин-шах Каджар в ответ на требования протестующих в Куме и Рее, чьё число достигало более 10 тысяч человек, приказал отправить в эти города королевские экипажи и дрожки, чтобы доставить людей обратно в свои города, а также привезти их представителя в Тегеран для проведения переговоров, касающихся требований бунтовщиков.